# NGC 265
NGC 265 je otvoreni skup u zviježđu Tukanu.

## Vanjske poveznice
- SEDS: NGC 0265